# Mniobryum amplirete
Mniobryum amplirete är en bladmossart som först beskrevs av C. Müller in Macoun, och fick sitt nu gällande namn av Brotherus 1903. Mniobryum amplirete ingår i släktet Mniobryum och familjen Bryaceae. Inga underarter finns listade i Catalogue of Life.